# Southmayd
Southmayd è un centro abitato degli Stati Uniti d'America situato nella contea di Grayson dello Stato del Texas.
La popolazione era di 992 persone al censimento del 2010.

## Geografia fisica
Southmayd è situata a 33°37′14″N 96°42′55″W (33.620437, -96.715236).
Secondo lo United States Census Bureau, ha un'area totale di 2,3 miglia quadrate (6,0 km²).

## Società

### Evoluzione demografica
Secondo il censimento del 2000, c'erano 992 persone, 343 nuclei familiari e 281 famiglie residenti nella città. La densità di popolazione era di 432,2 persone per miglio quadrato (166,5/km²). C'erano 371 unità abitative a una densità media di 161,6 per miglio quadrato (62,3/km²). La composizione etnica della città era formata dal 91,13% di bianchi, l'1,61% di afroamericani, il 3,23% di nativi americani, lo 0,30% di asiatici, l'1,41% di altre razze, e il 2,32% di due o più etnie. Ispanici o latinos di qualunque razza erano il 2,72% della popolazione.
C'erano 343 nuclei familiari di cui il 41,4% aveva figli di età inferiore ai 18 anni, il 62,1% erano coppie sposate conviventi, il 15,2% aveva un capofamiglia femmina senza marito, e il 17,8% erano non-famiglie. Il 14,3% di tutti i nuclei familiari erano individuali e il 5,0% aveva componenti con un'età di 65 anni o più che vivevano da soli. Il numero di componenti medio di un nucleo familiare era di 2,89 e quello di una famiglia era di 3,14.
La popolazione era composta dal 30,2% di persone sotto i 18 anni, il 9,0% di persone dai 18 ai 24 anni, il 32,2% di persone dai 25 ai 44 anni, il 22,5% di persone dai 45 ai 64 anni, e il 6,1% di persone di 65 anni o più. L'età media era di 32 anni. Per ogni 100 femmine c'erano 95,3 maschi. Per ogni 100 femmine dai 18 anni in giù, c'erano 92,8 maschi.
Il reddito medio di un nucleo familiare era di 44.565 dollari, e quello di una famiglia era di 44.750 dollari. I maschi avevano un reddito medio di 31.800 dollari contro i 21.083 dollari delle femmine. Il reddito pro capite era di 16.097 dollari. Circa il 7,3% delle famiglie e il 7,7% della popolazione erano sotto la soglia di povertà, incluso il 7,9% di persone sotto i 18 anni e il 19,0% di persone di 65 anni o più.